# Baharlı
Baharlı (eingedeutscht Baharli) ist ein Dorf im Rayon Zəngilan im Südwesten Aserbaidschans.

## Geographische Lage und Geschichte
Das Dorf liegt auf einer Höhe von 410 Metern ca. 9 Kilometer südöstlich der Provinzhauptstadt Zəngilan unweit der iranischen Grenze. 
Die Bezeichnung Baharlı tauchte erstmals in dem mittelalterlichen Quellen auf. Sie bezieht sich auf den Namen von Alischir bek Baharli, der im 15. Jahrhundert während der Herrschaft von Dschahan Schah über die persische Provinz Hamadan herrschte.
Gemäß der Landwirtschaftszählung der Aserbaidschanischen SSR aus dem Jahr 1921 lebten in Baharlı über 400 Menschen, die mehrheitlich Aserbaidschaner waren.
Im Zuge des Ersten Bergkarabachkrieges wurde das Dorf und damit die gesamte Provinz Zəngilan im Sommer 1993 von armenischen Truppen besetzt. Am 21. Oktober 2020 wurde Baharlı nach 27 Jahren von den aserbaidschanischen Streitkräften zurückerobert. Während der Besatzungszeit wurde die Ortschaft komplett zerstört.

## Sonstiges
Der aus Baharlı stammende General Məhəmməd Əsədov, der Anfang der 1990er Jahre den Posten des Innenministers Aserbaidschans bekleidete, kam am 20. November 1991 beim Abschuss eines Mil-Mi-8-Militärhubschraubers nahe Xocavənd ums Leben.